# ベストやねん
『ベストやねん』は、ウルフルズ2枚目のベスト・アルバム。
2007年2月21日発売。発売元は東芝EMI。

## 解説
「ガッツだぜ!!」「バンザイ 〜好きでよかった〜」等のヒット・シングル、配信限定で発表された「相愛」を含む全18曲収録。
初回限定盤はMV収録DVD同梱とライヴ・ヒストリーDVD同梱の2種類。
東芝EMI在籍時最後のシングル「サムライソウル」のMVは唯一本作のみ収録。
本作を最後にウルフルズは15年間所属した東芝EMIからワーナーミュージック・ジャパンに移籍。同年6月東芝EMIはEMIミュージック・ジャパンに社名変更される。

## 収録曲
全曲作詞・作曲：トータス松本（特記以外）
1. バンザイ 〜好きでよかった〜
  - 編曲：ウルフルズ　伊藤銀次
2. いい女
  - 作詞・作曲：トータス・ケースケ
  - 編曲：ウルフルズ
  - 『Stupid&Honest』収録ヴァージョン
3. 借金大王
  - 編曲：ウルフルズ　伊藤銀次
4. ガッツだぜ!!
  - 編曲：ウルフルズ　伊藤銀次
  - アルバム・ヴァージョン
5. 大阪ストラット
  - 作詞・作曲:大瀧詠一　
  - 編曲：ウルフルズ　伊藤銀次
  - フルサイズ・アルバム・ヴァージョン
6. それが答えだ!
  - 編曲：ウルフルズ　吉田建
  - アルバム・ヴァージョン
7. かわいいひと
  - 作詞・作曲：トータス松本　ウルフル ケイスケ
  - 編曲：ウルフルズ　吉田建
8. ヤング ソウル ダイナマイト
  - 編曲：ウルフルズ　藤井丈司
9. 明日があるさ （ジョージアで行きましょう編）
  - 作詞：青島幸男　替え歌：福里真一　作曲：中村八大　
  - 編曲：ウルフルズ　藤井丈司
10. 事件だッ!
  - 編曲：ウルフルズ
11. 笑えれば
  - 編曲：ウルフルズ　伊藤銀次
12. ええねん
  - 編曲：ウルフルズ
13. 愛がなくちゃ
  - 編曲：ウルフルズ
  - 8thアルバム「ええねん」収録
14. バカサバイバー
  - 編曲：ウルフルズ
15. 暴れだす
  - 編曲：ウルフルズ
16. 大丈夫
  - 編曲：ウルフルズ
17. サムライソウル
  - 編曲：ウルフルズ
18. 相愛
  - 編曲：ウルフルズ
  - iTunes Store限定配信シングル

ミュージック・ビデオDVD
1. バンザイ～好きでよかった～
2. いい女
3. 借金大王
4. ガッツだぜ!!
5. 大阪ストラット
6. それが答えだ!
7. かわいいひと
8. ヤング ソウル ダイナマイト
9. 明日があるさ（ジョージアで行きましょう編）
10. 事件だッ!
11. 笑えれば
12. ええねん
13. 愛がなくちゃ
14. バカサバイバー
15. 暴れだす
16. サムライソウル

ライヴ・ヒストリーDVD
1. オープニング
2. 彼女はブルー
3. すっとばす
4. ガッツだぜ!!
5. ダメなものはダメ
6. やぶれかぶれ
7. トコトンで行こう!
8. サンキュー･フォー･ザ･ミュージック
9. しあわせですか
10. きみだけを
11. SUN SUN SUN '95
12. 僕の人生の今は何章目くらいだろう
13. 明日があるさ（ジョージアで行きましょう編）
14. 笑えれば
15. ウルフルズ A･A･Pのテーマ
16. バンザイ～好きでよかった～
17. ええねん
18. 歌
19. サムライソウル
20. いい女